# Суяб
Суяб (на персийски: سوی آب) е изчезнал град в Чуйската долина, днешен северен Киргизстан.
Възниква около V век като согдийско търговско селище на Пътя на коприната. В началото на VII век Тун Ябгу го превръща в една от столиците на Западнотюркския каганат, а малко по-късно градът е присъединен към империята Тан, която установява там един от най-западните си гарнизони. След VIII век, когато китайците се изтеглят от региона, сведенията за Суяб са ограничени. Смята се, че градът е изоставен през XI век, изместен от близкия Баласагун.

## Известни личности
Родени в Суяб
- Ли Бо (701 – 762), поет
- Сулук (? – 738), каган
- Таман (603 – 618), каган